# TX2-6
Tx2-6 — токсин, содержащийся в яде Бразильского странствующего паука. Представляет собой пептид из 48 остатков, молекулярной массой 5291,3. Он отщепляется от более длинного предшественника c сигнальным пептидом и пропептидом, обогащённым глутамином. Может вызывать приапизм. Тесты на крысах показывают, что токсин вызывает высвобождение оксида азота(II), а его воздействие на эрекцию блокируется ингибитором синтазы оксида азота L-NAME. Тем не менее, он полностью восстанавливает эректильную функцию крыс с развивающейся из-за введения ацетата дезоксикортикостерона гипертонией. Исследование ведется в Медицинском колледже Джорджии. Изучается возможность применения этого химического вещества при лечении эректильной дисфункции.